# Palmer (Alaska)

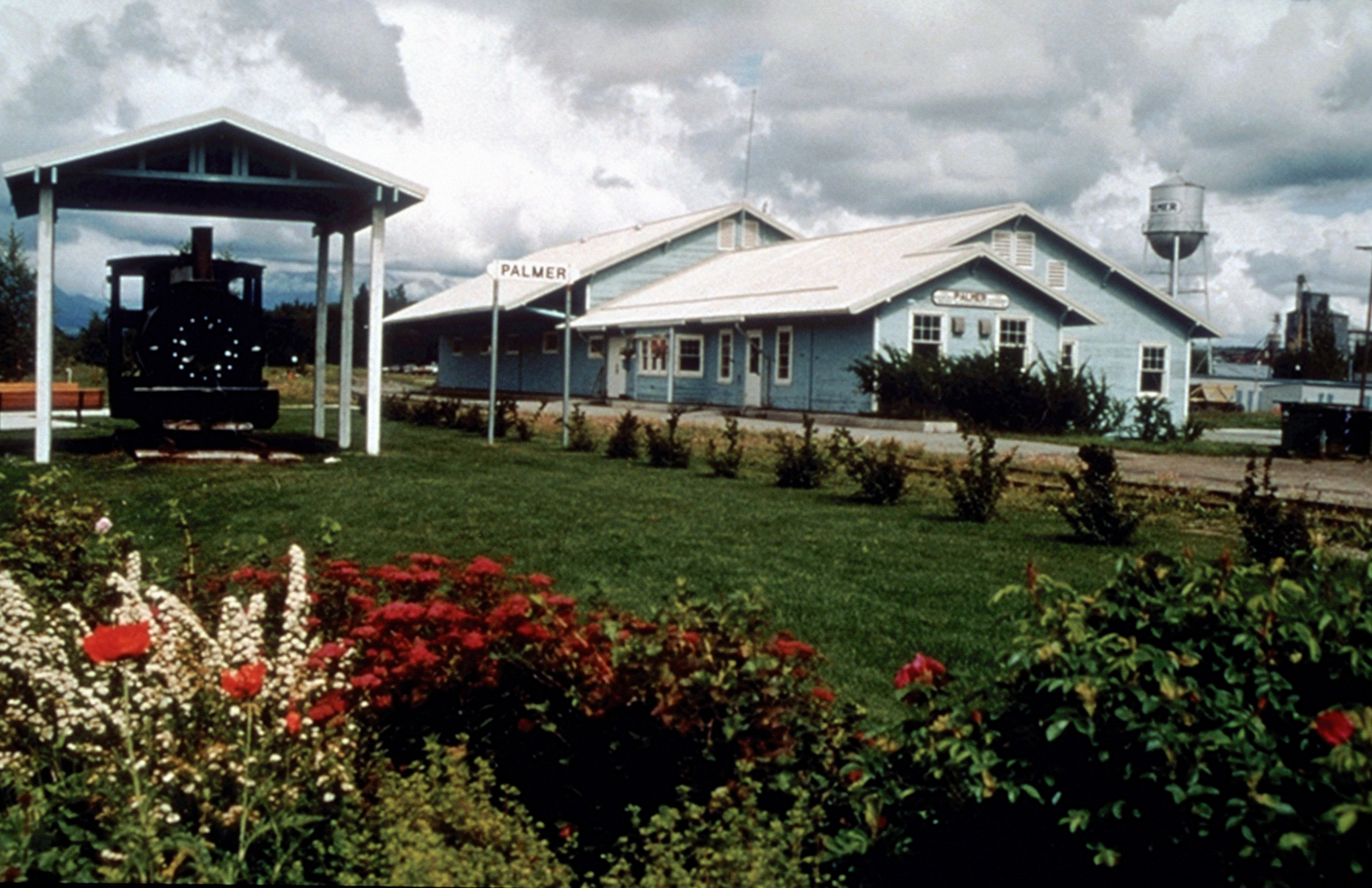
Het station van Palmer

Palmer is een plaats (city) in de Amerikaanse staat Alaska, en valt bestuurlijk gezien onder Matanuska-Susitna Borough.

## Demografie
Bij de volkstelling in 2000 werd het aantal inwoners vastgesteld op 4533.
In 2006 is het aantal inwoners door het United States Census Bureau geschat op 7443, een stijging van 2910 (64,2%).

## Geografie
Volgens het United States Census Bureau beslaat de plaats een oppervlakte van
9,7 km², geheel bestaande uit land.

## Plaatsen in de nabije omgeving
De onderstaande figuur toont nabijgelegen plaatsen in een straal van 16 km rond Palmer.

## Overleden
- Anna Marly (1917-2006), Franse componist en singer-songwriter